# Айкут Коджаман
Айкут Коджаман (на турски: Aykut Kocaman) е бивш турски футболист, играл като нападател, и настоящ треньор по футбо. Той е един от петимата футболисти, отбелязали над 200 гола в турската Суперлига.

## Кариера

### Кариера на футболист
Дебютира за Сакарияспор през 1984. След четири успешни сезона преминава във Фенербахче, за чийто отбор отбелязва впечатляващите 140 гола за 210 мача. След сезон 1995/96 се премества в друг истанбулски тим – Истанбулспор. Там през 2000-ната прекратява кариерата си, изигравайки 82 мача, в които се разписва 37 пъти.
В националния отбор обаче не успява да се наложи, изигравайки само 15 мача, в който отбелязва само един гол.

### Кариера като треньор
Веднага след като спира с активния футбол, Коджаман застава начело на последния си отбор. През 2001 г. основният спонсор на отбора се оттегля, но въпреки това бившият нападател продължава да ръководи тима. Три години по-късно Истанбулспор се разпада. Няколко месеца по-късно поема Малатияспор, който ръководи за един сезон. Между 2006 и 2009 г. е треньор на Анкараспор.
През юни 2010 г. е назначен за треньор на Фенербахче. Още през първия си сезон извежда тима до шампионската титла. През сезони 2011/12 и 2012/13 печели Купата на Турция. В рамките на кампания 2012/13 достига и до полуфиналите в Лига Европа. Напуска на 29 май 2013 г.
На 27 октомври 2014 се завръща начело на Коняспор. По това време отбора се намира в зоната на изпадащите. До края на сезона успява да стабилизира играта на тима и да го изкачи до осмото място в крайното класиране. През следващия сезон (2015/16) Коняспор показва впечатляваща игра и завършва на трети в края на сезона, с което се класира за Лига Европа. Това е първото евроучастие в историята на клуба. Следващият сезон е по-неуспешен, и ръководеният от Коджаман отбор завършва на 10-о място в първенството. Спечелена е обаче Купата на Турция, което се оказва достатъчно за второ поредно участие в Лига Европа.
След края на сезон 2016/17 се завръща за трети път като футболист и треньор във Фенербахче.

## Успехи

### Като футболист
Сакарияспор
- Носител на Купата на Турция (1): 1987/88

 Фенербахче
- Шампион на Турция (2): 1988/89, 1995/96
- Носител на Суперкупата на Турция (1): 1990

### Като треньор
Фенербахче
- Шампион на Турция (1): 2010/11
- Носител на Купата на Турция (2): 2011/12, 2012/13
- Полуфиналист в Лига Европа (1): 2012/13

 Коняспор
- Носител на Купата на Турция (1): 2016/17